# Hypotype nigridentata
Hypotype nigridentata är en fjärilsart som beskrevs av George Francis Hampson 1902. Hypotype nigridentata ingår i släktet Hypotype och familjen nattflyn. Inga underarter finns listade i Catalogue of Life.